# Либебе, Себастьян
Себастьян Либебе — французский самбист и боец смешанных единоборств, многократный призёр чемпионатов Европы и мира по боевому самбо.

## Карьера
Выступал во 2-й средней (до 90 кг) и полутяжёлой (до 100 кг) весовых категориях. Карьера в смешанных единоборствах складывалась для француза неудачно. Дебютный бой против россиянина Вячеслава Василевского 6 мая 2010 года в Кстово он проиграл техническим нокаутом. Всего же Либебе провёл три боя, которые проиграл (два — техническим нокаутом, один — болевым приёмом).

### Смешанные единоборства
| № Боя | Результат | Рекорд | Соперник                      | Способ                           | Турнир                                                  | Место проведения | Дата                 | Раунд | Время |
| ----- | --------- | ------ | ----------------------------- | -------------------------------- | ------------------------------------------------------- | ---------------- | -------------------- | ----- | ----- |
| 3     | Поражение | 0-3    | Игорь Савельев · Россия       | Технический нокаут (травма ноги) | Fights With Rules 1                                     | Россия, Уфа      | 10 декабря 2010 года | 1     | 1:00  |
| 2     | Поражение | 0-2    | Дмитрий Самойлов · Россия     | Болевой приём (рычаг локтя)      | Sambo-70 / M-1 Global Sochi Open European Championships | Россия, Сочи     | 14 июля 2010 года    | 2     | 2:18  |
| 1     | Поражение | 0-1    | Вячеслав Василевский · Россия | Технический нокаут (удары)       | MFC - Mix Fight Combat                                  | Россия, Кстово   | 6 мая 2010 года      | 1     | 3:20  |